# Borland
Ne doit pas être confondu avec Borlant.
 (janvier 2015).
Si vous disposez d'ouvrages ou d'articles de référence ou si vous connaissez des sites web de qualité traitant du thème abordé ici, merci de compléter l'article en donnant les références utiles à sa vérifiabilité et en les liant à la section « Notes et références ».
Borland Software Corporation est un éditeur de logiciels basé à Austin, au Texas. L’entreprise a été fondée en 1983 par Philippe Kahn et Spencer Ozawa. Niels Jensen, Ole Rasmussen et Mogens Glad ont également été impliqués au premier plan dans cette création. Borland est réputée pour ses environnements de développement intégrés (IDE) et ses outils de développement logiciel – parmi lesquels les solutions primées Borland Developer Studio (Delphi, C++Builder et C# Builder) et JBuilder.
En février 2006, Borland annonçait son intention de désinvestir le marché des IDE (« Developer Tools Group ») pour se focaliser sur les solutions d’entreprise sous-tendant sa gamme de Gestion du cycle de vie des applications (ou ALM pour Application Lifecycle Management). Dans le cadre de ce plan, Borland rachetait également Segue Software Inc. (NASDAQ CM: SEGU), un éditeur de solutions de test et d’assurance qualité globale basé dans le Massachusetts. Ces deux opérations constituent des étapes clés de la stratégie de Borland visant à sécuriser son leadership sur un marché de l’ALM connaissant une croissance soutenue et à accroître sa capacité à fournir aux entreprises des solutions pour faire des livraisons logicielles un processus métier prévisible et administré.
En novembre 2006, la société annonçait son intention d'externaliser sa division « Developer Tools Group » dans une filiale à 100 % dénommée CodeGear.
La société a été rachetée en 2008 par Micro Focus, et le titre retiré de cotation.

## Histoire

### Années 1980, les fondations

#### Création de la structure économique
Trois Danois : Niels Jensen, Ole Henriksen et Mogens Glad fondèrent Borland Ltd. en août 1981 pour développer des produits pour le système d’exploitation CP/M en utilisant une structure juridique « prête à l’emploi ». Cependant, la réponse du marché aux produits de l’entreprise lors du salon CP/M-82 de San Francisco démontrait qu'une filiale locale serait indispensable pour toucher le marché américain.
Les fondateurs rencontrèrent alors Philippe Kahn, un jeune mathématicien français venant de s’établir dans la Silicon Valley où il était un des principaux développeurs du Micral. Le prospectus du premier appel public à l'épargne (IPO) de Borland décrit en détail les entreprises antérieures et leurs relations avec Borland. Les trois Danois avaient connu un succès initial estimable dans le marketing logiciel depuis l'Irlande (un paradis fiscal) avant d’être confrontés à de nouveaux défis au moment où ils rencontrèrent Philippe Kahn. Ce partenariat semble avoir profité à tous les acteurs impliqués ; Philippe Kahn est resté président et CEO de l’entreprise entre la création et son départ en 1995.
Borland a lancé avec succès une série de « blockbusters » comme Sidekick, Turbo Pascal, SuperKey et Lightning. Les formulaires IPO diffusés à Londres indiquaient alors que la direction de l’entreprise était assurée par Philippe Kahn (président), Spencer Ozawa (VP of Operations), Marie Bourget (CFO) et Spencer Leyton (VP of Business Development) ; le conseil d’administration étant quant à lui composé de Philippe Kahn, John Nash et David Heller. Avec l’assistance de John Nash et David Heller, deux membres britanniques du conseil d'administration de Borland, l’entreprise a été introduite sur le marché public USM (Unlisted Securities Market) de Londres en 1986 – le chef de file étant la banque d’investissement Shroders.
Un premier IPO eut lieu aux États-Unis en 1989 après l’association de Ben Rosen au conseil d’administration (chef de file : Goldman) et un second en 1991 (Lazard) ; toutes ces offres ont connu un grand succès et ont été sursouscrites.

#### Suites Turbo et Reflex
Borland développa une série d'outils de développement très bien accueillis par le marché comme son premier produit, Turbo Pascal, basé sur le compilateur développé par Anders Hejlsberg. 1984 fut l’année du lancement de SideKick (gestion du temps, bloc-notes, calculs, etc.) ayant la particularité d’être un des premiers utilitaires résidents de type TSR (Terminate and Stay Resident).
En 1985, Borland racheta Analytica et son système de gestion de base de données Reflex (en). L’équipe d’ingénierie d'Analytica, dirigée par Brad Silverberg et par le cofondateur de Reflex Adam Bosworth, devint le cœur des équipes de recherche de Borland aux États-Unis. Brad Silverberg en resta vice-président jusqu’à son départ au début des années 1990 pour diriger la division « Personal Systems » de Microsoft. Adam Bosworth a initié et donné corps au projet Quattro avant de rejoindre Microsoft au cours des années 1990 pour diriger le projet qui devait donner naissance à Access.
En 1987, Borland racheta Wizard Systems et intégra des composants de la technologie Wizard C à Turbo C. Bob Jarvis, auteur de Wizard C devint un collaborateur de Borland. Turbo C fut lancé le 18 mai 1987 et vendu à plus de 100 000 copies le mois même de son lancement. Cet événement semble avoir été à la source de tensions entre Borland et Niels Jensen et les autres membres de l’équipe ayant travaillé sur des compilateurs. Un accord créa la société TopSpeed qui lança le compilateur « TopSpeed Modula-2 » toujours utilisé comme fondement du langage de programmation Clarion 4GL, outil de développement Windows.

#### Logiciels Paradox et Quattro Pro
En septembre 1987, Borland rachetait Ansa-Software et son outil de gestion de base de données Paradox (version 2.0). Richard Schwartz, CEO d’Ansa, devint alors directeur technique de Borland alors que Ben Rosen rejoignait son conseil d’administration.
Le tableur Quattro Pro (en), lancé en 1989, introduisait des innovations notables en matière de représentation graphique. Lotus Development, sous la direction de Jim Manzi, poursuivit alors Borland pour violation de droits d'auteur. Ce litige conduit Borland à adopter une approche basée sur des standards ouverts – contrairement à Lotus qui opta pour des solutions propriétaires. Sous la direction de Philippe Kahn, Borland prit une position de principe en annonçant son intention de se défendre contre Lotus et de « se battre pour les droits des programmeurs »[réf. nécessaire]. Après six années de procès, la Cour suprême des États-Unis reconnut le point de vue de Borland et Lotus perdit son procès.
Dans le même temps, Borland était reconnue pour son approche pratique et créative du piratage logiciel et de la propriété intellectuelle, notamment à travers son concept de contrat de licence « exempt de non-sens » permettant aux développeurs/utilisateurs de se servir des produits Borland comme de livres et de faire de multiples copies du programme – tant qu’une seule était en service à un moment donné.

### Années 1990, le développement et le changement
En 1995, sortie de Delphi 1, un outil de développement rapide d'applications. L'architecte en chef en est Anders Hejlsberg, le créateur de Turbo Pascal. Ce dernier sera plus tard débauché par Microsoft pour créer le langage C# et le framework .NET.
Philippe Kahn et le conseil d'administration sont en désaccord sur la stratégie de la société et le conseil démet en janvier 1995 Kahn de ses fonctions de CEO, président et Chairman de Borland, fonctions qu'il occupait depuis 12 ans. Il reste néanmoins au conseil d'administration de Borland. Gary Wetsel est nommé comme CEO, mais ce dernier démissionne en juillet 1996. William F. Miller fait alors l'intérim du poste jusqu'en septembre quand Whitney G. Lynn devient président et CEO.
Octobre 1996, revente de Paradox à Corel. La même année, l'environnement de développement intégré Java JBuilder est lancé.
Novembre 1996, Kahn démissionne du conseil et quitte Borland.

### Les années Inprise
29 avril 1998, Borland change de nom et devient Inprise Corporation (Inprise étant la condensation de « Internet Enterprise »). Ce nom ne sera pas une réussite et troublera plus les clients qu'autre chose. Le nom Borland est repris en janvier 2001 (Borland Software Corporation).
En février 2000, une tentative de fusion Corel-Borland est annoncée. L'objectif est de sortir des produits pour Linux. Elle sera abandonnée en juillet de la même année après la chute de l'action Corel.
Juillet 2000, InterBase 6.0 est disponible en open-source.
En 2001, sortie de Kylix, version de Delphi pour Linux.

### Retour de Borland
En 2003, sortie de C# Builder, environnement de développement en langage C# pour le framework Microsoft .NET, et de C++BuilderX, environnement de développement multiplateformes en langage C++ destiné à remplacer C++ Builder, avec une bibliothèque d'interfaces utilisateur basée sur wxWidgets.
En 2004, sortie de Delphi 8 pour Microsoft .NET.
En 2006, en février, Borland annonce son intention de se séparer de l'activité des IDE et met donc en vente ses logiciels Delphi, C++ Builder et JBuilder. Borland se focalise sur le métier de la Gestion du Cycle de Vie des applications.
En 2008, Borland se sépare de Codegear et le vend à Embarcadero.
En 2009, Micro Focus fait l'acquisition de Borland,.

## Produits
C# Builder est un environnement de développement intégré développé par Borland pour le développement d'applications sous le framework Microsoft .NET en langage C#. La première version date de juin 2003.
C#Builder est désormais intégré dans Borland Developpeur Studio.